# Micranthes flabellifolia
Micranthes flabellifolia là một loài thực vật có hoa trong họ Saxifragaceae. Loài này được (R. Br. ex Torr. & A. Gray) Small miêu tả khoa học đầu tiên năm 1905.